# Edmund Hirst
Sir Edmund Langley Hirst (21. červenec 1898 Preston – 29. říjen 1975 Edinburgh ) byl britský chemik.
V letech 1959–1964 byl prezidentem Royal Society.
V roce 1934 asistoval Walteru Haworthovi, který jako první syntetizoval vitamín C.